# موش پاسفید اتیوپی
موش پاسفید اتیوپی (نام علمی: Stenocephalemys albipes) نام یک گونه از سرده موش‌های سرباریک است.